# Nati nel 1374
| Questa pagina contiene informazioni ricavate automaticamente dalle voci biografiche con l'ausilio del template Bio e di un bot. L'aggiornamento è periodico e automatico e ricostruisce completamente la pagina. Se manca una persona in questa lista, sei pregato di non aggiungerla, ma accertati piuttosto che la sua voce biografica contenga il template Bio e che i dati anagrafici siano correttamente compilati. Se il template Bio manca, inseriscilo tu stesso o, in alternativa, metti l'avviso {{tmp\|Bio}} che ne segnala la mancanza. Se i dati riportati sono sbagliati, correggi direttamente la voce biografica; le modifiche saranno visibili in questa lista entro pochi giorni. Per chiarimenti vedi il progetto biografie. La lista contiene solo le 14 persone che sono citate nell'enciclopedia e per le quali è stato implementato correttamente il template Bio. Pagina aggiornata al 10 ago 2025. |

- 11 aprile - Ruggero Mortimer, IV conte di March, nobile britannico († 1398)
- 8 ottobre - Margherita di Borgogna, principessa († 1441)
- 26 novembre - Jurij di Zvenigorod, principe russo († 1434)
- Giorgio Corner, politico e militare italiano († 1439)
- Edvige di Polonia, regina ungherese († 1399)
- Eleonora d'Alburquerque, regina († 1435)
- Elisabetta Visconti, nobile († 1432)
- Giovanni III di Baviera-Straubing, vescovo cattolico tedesco († 1425)
- Thomas Holland, I duca di Surrey, nobile inglese († 1400)
- Zanobi Magnolino, scacchista italiano
- Teodoro di Mark, conte († 1398)
- Guarino Veronese, poeta e umanista italiano († 1460)
- Pier Maria I de' Rossi, nobile italiano († 1438)
- Costanza di York, nobile inglese († 1416)